# Fayencemanufaktur Aumund
Die Fayence-Manufaktur in Aumund (in der Literatur meist ungenau als Fayencemanufaktur Vegesack bezeichnet) war eine nur zwischen 1751 und 1761 produzierende Manufaktur für keramische Produkte in der heutigen Uhthoffstrasse in Vegesack, die bis 1804 zum hannoverschen Dorf Aumund gehörte.

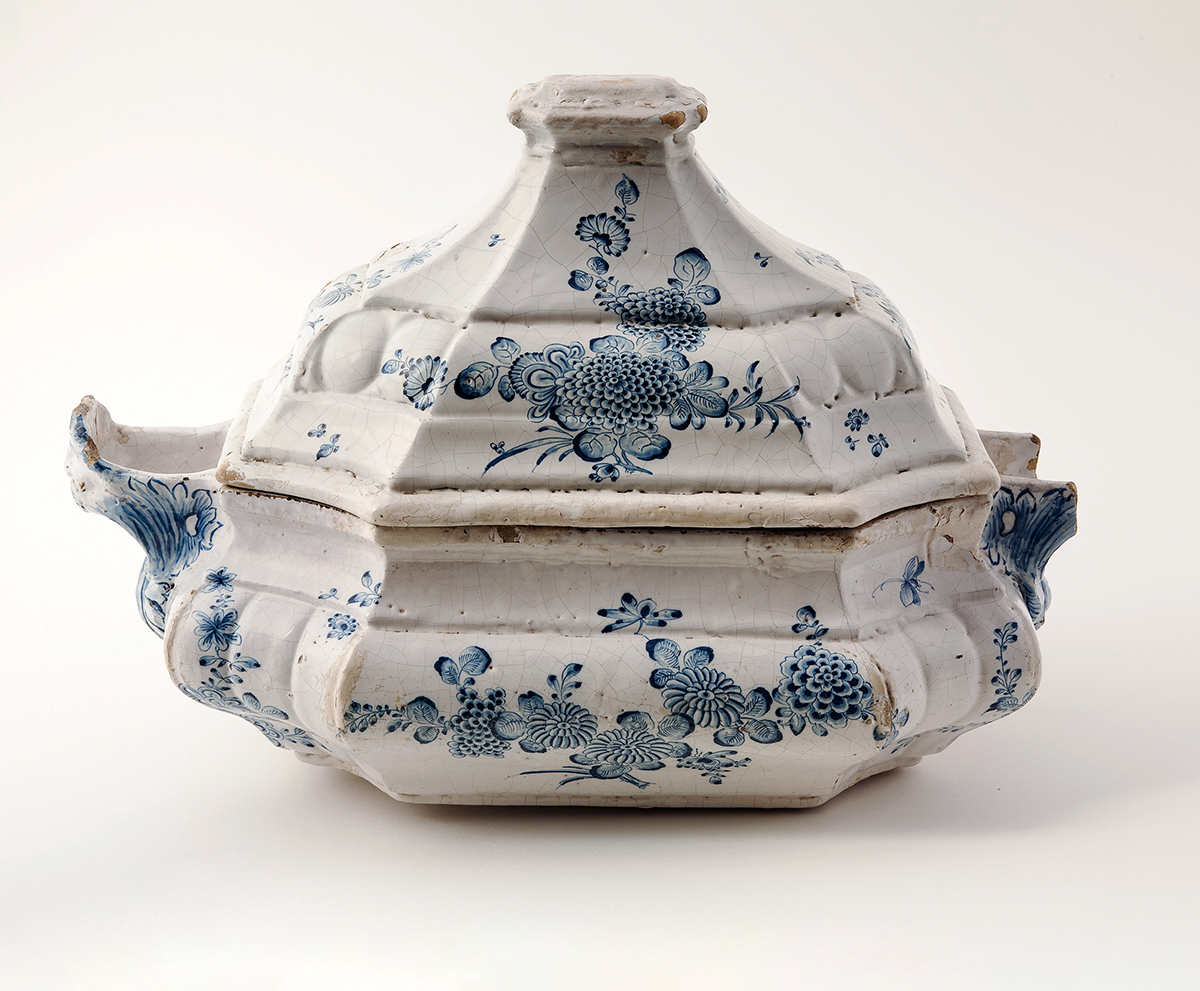
Fayence-Terrine aus der Manufaktur Aumund, 1756–1757. Focke-Museum

 Bremen

## Geschichte
Fayencen wurden wegen ihrer Ähnlichkeit mit Porzellan seit dem 18. Jahrhundert auch in zahlreichen deutschen Manufakturen hergestellt. Zu ihnen zählen auf dem Gebiet des heutigen Bundeslandes Bremen die Produktionsstätte in Vegesack-Aumund und die Fayencemanufaktur Lesum.
Die ältere in Aumund entstand auf Initiative des Bremer Kaufmanns Dietrich Terhellen. Er erwarb 1750 in Aumund ein Gelände an der heutigen Uhthoffstrasse (früher Bremerstrasse), die damals auf hannoverschem Gebiet lag. Mit seinem Bruder Wilhelm und seinem Schwager Johann Christoph Mühlhausen schloss er am 25. Oktober 1752 einen Vertrag zur Errichtung einer sieben Gebäude umfassenden Fabrik. Obwohl der Betrieb überwiegend unglasierte Tonformen für den Bedarf von Zuckerbäckern herstellte, die bis Hamburg und Dänemark abgesetzt werden konnten, wurde auch qualitätsvolles Fayencegeschirr gefertigt. Seit dem Aufbau der Manufaktur war Johann Christoph Vielstich (1722–1800) aus Braunschweig ihr technischer Leiter. 1755 verließ er Aumund, um eine eigene Fabrik in Lesum zu errichten, die als produktiver und bedeutender gelten muss. Bis zu diesem Jahr wurden die Produkte mit der Marke M.T.T. gezeichnet.
Am 2. April 1755 starb Mühlhausen und die Brüder Terhellen führten den Betrieb weiter (Marke: P&WT), doch der Streit um das Erbe und die dänische Importsperre führten ab 1756 zu Stilllegung und Konkurs. 1759 erwarb der Bremer Eltermann Albrecht d’Erberfeld die Manufaktur (Marke: AvE). Ein Privileg, das ihm Herstellung und Vertrieb von Fayencen im Herzogtum Bremen-Verden sichern sollte, konnte er nicht ausreichend bedienen, es wurde ihm daher am 14. April 1760 wieder entzogen. Im Jahr darauf starb d’Erberfeld und die Fabrik ging ein. 1802 wurde in den alten Gebäuden der Gasthof „Stadt Hamburg“ etabliert, der um 1890 Neubauten weichen wurde.
Entsprechend der Empfindlichkeit des Materials und der nur kurzen Bestehendsdauer der Manufaktur haben sich nur wenige materielle Zeugnisse der Aumunder Produktion erhalten. Einige Beispiele befinden sich im Focke-Museum Bremen und im Heimatmuseum Schloss Schönebeck. Wenn Marken fehlen, sind die Erzeugnisse der beiden Fayencemanufakturen nicht immer sicher zu unterscheiden.